# Cristiana Dell'Anna
 (juillet 2018).
Si vous disposez d'ouvrages ou d'articles de référence ou si vous connaissez des sites web de qualité traitant du thème abordé ici, merci de compléter l'article en donnant les références utiles à sa vérifiabilité et en les liant à la section « Notes et références ».
Cristiana Dell'Anna, née le 24 août 1985 à Naples dans la région de la Campanie, est une actrice italienne, populaire dans son pays pour avoir joué dans les séries télévisées Un posto al sole et Gomorra.

## Biographie
Elle naît à Naples en 1985. Elle devient populaire en Italie en jouant le rôle de deux sœurs jumelles dans le soap opera italien Un posto al sole entre 2012 et 2016. Elle obtient ensuite l'un des rôles principaux de la série télévisée à succès Gomorra, participant aux deuxième, troisième et quatrième  saisons de cette série.
Au cinéma, après un rôle dans le film à petit budget Third Contact de Simon Horrocks (en) et plusieurs apparitions dans des courts-métrages, elle obtient un rôle secondaire dans la comédie Mister Felicità d'Alessandro Siani en 2017.
En 2018, elle joue notamment dans le téléfilm Rocco Chinnici - È così lieve il tuo bacio sulla fronte de Michele Soavi le personnage de Caterina Chinnici, fille du magistrat Rocco Chinnici assassiné par la mafia en 1983.
Elle joue le rôle principal de Mère Cabrini dans le film Cabrini (2024), ce qui lui permet de se faire connaître du public anglophone[réf. nécessaire][pertinence contestée].

## Filmographie

### Au cinéma
- 2012 : Godless Nights de Ian Roderick Gray (court-métrage)
- 2013 : A Perfect Day for Cake de Carolina Petro (court-métrage)
- 2013 : Third Contact de Simon Horrocks (en)
- 2015 : A World For Her de Carolina Petro (court-métrage)
- 2017 : Mister Felicità d'Alessandro Siani
- 2021 : Qui rido io de Mario Martone : Luisa De Filippo, amante d'Eduardo Scarpetta et mère de Titina, Eduardo et Peppino
- 2021 : La Main de Dieu de Paolo Sorrentino
- 2022 : Toscana de Medhi Avaz[2].
- 2024 : Cabrini d'Alejandro Monteverde

### À la télévision

#### Séries télévisées
- 2012 – 2016 : Un posto al sole
- 2012 : Pini, un épisode
- 2016 – 2019 : Gomorra, saisons 2, 3 et 4 : Patrizia

#### Téléfilms
- 2018 : Rocco Chinnici - È così lieve il tuo bacio sulla fronte de Michele Soavi
- 2018 : In punta di piedi d'Alessandro D'Alatri